# Gare de Oued Taria
La gare de Oued Taria, est une ancienne gare ferroviaire algérienne située dans la commune de Oued Taria, dans la wilaya de Mascara.

## Situation ferroviaire
Établie à une altitude de 493,860 m, la gare est située au point kilométrique (PK) 164,300 de la ligne d'Oran à Kenadsa, où elle est précédée de l'ancienne gare de Ghriss et suivie de l'ancienne gare de Sidi Boubekeur. 

## Histoire

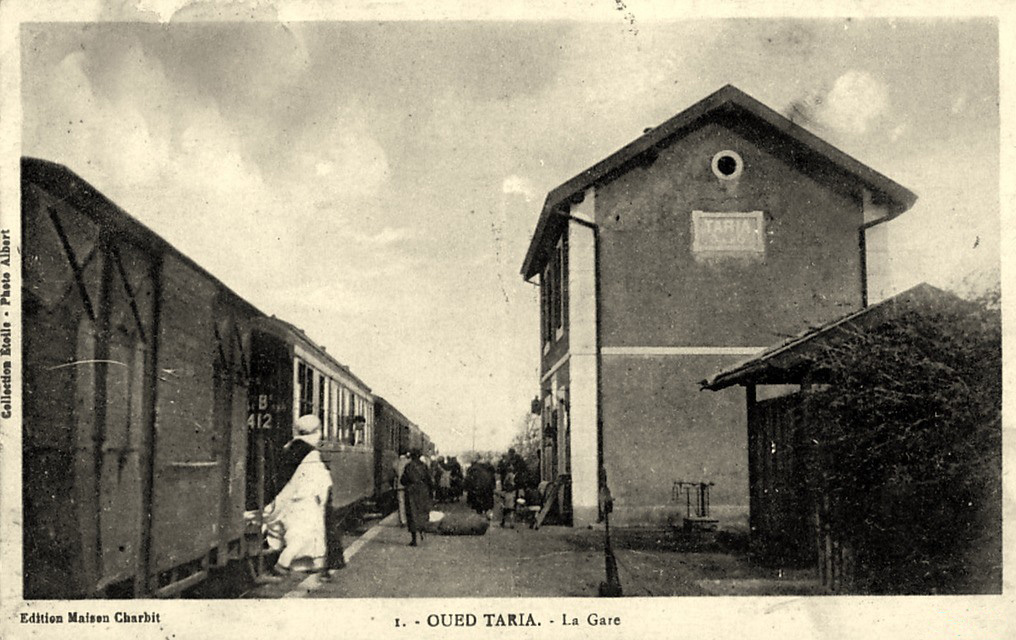
La gare au début du XXe siècle.

Lors de la colonisation, la gare portait le nom de gare de Taria.
La gare est mise en service le 28 septembre 1879 lors de l'ouverture de l'ancienne ligne à voie étroite de 1 055 mm d'Arzew à Saïda où elle était précédée de la gare de Thiersville (gare de Ghriss)  et suivie de la gare de Charrier (gare de Sidi Boubekeur),,.